# Europarlamentari pentru Polonia 2004-2009

### A
- Filip Adwent (Independență și Democrație)

## B
- Adam Bielan (Uniunea pentru Europa Națiunilor)
- Jerzy Buzek (Partidul Popular European)

## C
- Zdzisław Chmielewski (Partidul Popular European)
- Sylwester Chruszcz (Neafiliați, in past Independență și Democrație)
- Marek Czarnecki (Neafiliați)
- Ryszard Czarnecki (Neafiliați)

## F
- Hanna Foltyn-Kubicka (Uniunea pentru Europa Națiunilor)

## G
- Bronisław Geremek (Alianța Liberalilor și Democraților pentru Europa)
- Lidia Geringer de Oedenberg (Partidul Socialiștilor Europeni)
- Adam Gierek (Partidul Socialiștilor Europeni)
- Maciej Giertych (Neafiliați, in past Independență și Democrație)
- Bogdan Golik (PES, before 1st December 2004Neafiliați)
- Genowefa Grabowska (Partidul Socialiștilor Europeni)
- Dariusz Grabowski (Neafiliați, in past Independență și Democrație)

## H
- Małgorzata Handzlik (Partidul Popular European)

## J
- Stanisław Jałowiecki (Partidul Popular European)
- Mieczysław Janowski (Uniunea pentru Europa Națiunilor)

## K
- Filip Kaczmarek (Partidul Popular European)
- Michał Kamiński (Uniunea pentru Europa Națiunilor)
- Bogdan Klich (Partidul Popular European)
- Urszula Krupa (Neafiliați, in past Independență și Democrație)
- Wiesław Kuc (PES, before 1st December 2004Neafiliați)
- Barbara Kudrycka (Partidul Popular European)
- Jan Kułakowski (Alianța Liberalilor și Democraților pentru Europa)
- Zbigniew Kuźmiuk (Partidul Popular European)

## L
- Janusz Lewandowski (Partidul Popular European)
- Bogusław Liberadzki (Partidul Socialiștilor Europeni)
- Marcin Libicki (Uniunea pentru Europa Națiunilor)

## M
- Jan Masiel (Neafiliați)

## O
- Jan Olbrycht (Partidul Popular European)
- Janusz Onyszkiewicz (Alianța Liberalilor și Democraților pentru Europa)

## P
- Bogdan Pęk (Neafiliați, in past Independență și Democrație)
- Józef Pinior (Partidul Socialiștilor Europeni)
- Mirosław Piotrowski (Independență și Democrație)
- Paweł Piskorski (Partidul Popular European)
- Zdzisław Podkański (Uniunea pentru Europa Națiunilor)
- Jacek Protasiewicz (Partidul Popular European)

## R
- Bogusław Rogalski (Neafiliați, in past Independență și Democrație)
- Dariusz Rosati (Partidul Socialiștilor Europeni)
- Wojciech Roszkowski (Uniunea pentru Europa Națiunilor)
- Leopold Rutowicz (Neafiliați)

## S
- Jacek Saryusz-Wolski (Partidul Popular European)
- Czesław Siekierski (Partidul Popular European)
- Marek Siwiec (Partidul Socialiștilor Europeni)
- Bogusław Sonik (Partidul Popular European)
- Grażyna Staniszewska (Alianța Liberalilor și Democraților pentru Europa)
- Andrzej Szejna (Partidul Socialiștilor Europeni)
- Konrad Szymański (Uniunea pentru Europa Națiunilor)

## T
- Witold Tomczak (Neafiliați, in past Independență și Democrație)

## W
- Janusz Wojciechowski (Uniunea pentru Europa Națiunilor)
- Bernard Piotr Wojciechowski (Neafiliați)

## Z
- Zbigniew Zaleski (Partidul Popular European)
- Andrzej Tomasz Zapałowski (Uniunea pentru Europa Națiunilor)
- Tadeusz Zwiefka (Partidul Popular European)